# Bewildered
"Bewildered" é uma canção popular escrita em 1936 por Teddy Powell e Leonard Whitcup. Foi sucesso na versão de 1938 de  Tommy Dorsey and His Orchestra. Foi também gravada por Mildred Bailey no mesmo ano. A canção foi revivida no final dos anos 1940 quando duas versões diferentes, uma de Red Miller Trio e Amos Milburn, alcançou o número um na parada R&B em 1948 (nenhuma delas entrou na parada Pop). Ambas versões eram muito diferentes da melodia original e influenciou gravações posteriores.  "Bewildered" foi subsequentemente gravada por diversos outros cantores de R&B, incluindo Billy Eckstine and the Ink Spots, com a versão de Eckstine alcançando o número 4 da parada R&B e número 27 da pop. Uma década mais tarde foi regravada por Mickey & Sylvia, novamente com a melodia alterada, similar à gravação de Red Miller Trio. "Bewildered" também ganhou versões cover em 1990 por Notting Hillbillies em seu álbum Missing...Presumed Having a Good Time. 

## Versão de James Brown and the Famous Flames
James Brown and the Famous Flames gravaram "Bewildered" em 1959. Sua versão doo-wop era, de alguma maneira, similar a versão de Amos Milburn, com forte quiáltera e uma linha vocal melismática. A faixa foi lançada primeiramente como parte do álbum de 1960 Think!. No ano seguinte foi lançada como single, que alcançou o top ten da parada R&B e se tornou o segundo single de Brown (após "Think") a entrar na Top 40 (EUA: número 8 da R&B; número 40 da pop).
"Bewildered" se tornou uma marca nos shows de Brown na maior parte de sua carreira. Fez parte do medley em seu álbum ao vivo de 1963 Live at the Apollo e apareceu em diversos de seus álbuns ao vivo, incluindo Revolution of the Mind: Live at the Apollo, Volume III (1971) e Love Power Peace: Live at the Olympia, Paris, 1971 (1992). Brown também gravou novas versões em estúdio para os álbuns Prisoner of Love (1963) e Sex Machine (1970).

### Créditos
- James Brown, vocal

com the Famous Flames:
- Bobby Byrd, vocals, piano
- Bobby Bennett, vocais
- Baby Lloyd Stallworth, vocais
- Johnny Terry, vocais
- Willie Johnson, vocais

com a James Brown Band:
- George Dorsey, saxofone alto
- J.C. Davis, saxofone tenor
- Bobby Roach, guitarra
- Bernard Odum, baixo
- Nat Kendrick, bateria[5]